# Madeleine Michelis
Pour les articles homonymes, voir Michelis.
Madeleine Michelis, née à Neuilly-sur-Seine le 22 août 1913 et morte à Paris le 15 février 1944, est une professeure de lettres et résistante française.

## Biographie

### La famille
Madeleine Michelis est issue d'une famille d'artisans : son père, Victor Michelis, d'origine italienne, est cordonnier et sa mère, Lisa Schrub, d'origine alsacienne, est gouvernante. Ses grands-parents maternels ont quitté la Moselle, après la défaite de 1871, pour pouvoir rester français. En 1917 naît son frère Jean, dont elle est très proche. La famille possède une résidence secondaire en Seine-et-Marne.

### Les années d'études
Admise au concours des bourses à l'issue de l'école primaire, elle entre au cours secondaire de jeunes filles de Neuilly-sur-Seine, sa ville de résidence, puis elle intègre la khâgne du lycée Condorcet à Paris en 1932. Elle réussit le concours d'entrée à l'École normale supérieure de Sèvres (promotion 1934).
Catholique et humaniste, membre de la Jeunesse étudiante chrétienne (J.E.C.), elle côtoie, avant la Seconde Guerre mondiale, Jean de Baroncelli et Jean-Louis Crémieux-Brilhac.

### Un professeur de lettres
En 1937, elle est nommée professeur de lettres au lycée de jeunes filles du Havre. En 1939, elle est détachée à l'annexe du lycée du Havre à Étretat, ouverte pour les Parisiens réfugiés et les élèves havrais fuyant les éventuels bombardements. En juin 1940, avec la débâcle des armées françaises, elle part sur les routes de l'exode à Caen, en Charente-Maritime et enfin à Pamiers, où elle retrouve ses parents. En mars 1941, elle est mutée au lycée Victor-Duruy à Paris, puis, à la rentrée 1942, au lycée d'État de jeunes filles d'Amiens. Elle y anime un atelier de théâtre pour les élèves ; elle héberge une jeune juive, Claude Bloch — dont le père, l'architecte Jean-André Bloch, avait été déporté — avant de réussir à lui faire passer la ligne de démarcation pour l'envoyer chez des amis cultivateurs dans le Gers, les Orllhac. En 1943, elle est reçue 16e à l'agrégation féminine de lettres.

### Résistante et martyre
Elle aurait été membre du mouvement Libération-Nord mais il est documenté qu'elle fut membre active du réseau Shelburn, piloté par le MI9, service secret anglais spécialisé dans l'évasion de membres des forces aéroportées tombés au sol en mission : elle a pour objectif de mettre à l'abri et d'assurer le rapatriement en Angleterre des parachutistes et aviateurs alliés disséminés dans la campagne picarde dont l'avion est abattu par la DCA allemande. Son action dans la Résistance a commencé en Normandie avant son arrivée à Amiens.
Arrêtée par la Gestapo à son domicile amiénois, 6 rue Marguerite-Hémart-Ferrandier, le 12 février 1944, elle est écrouée à la prison de la route d'Albert puis transférée à Paris, au lycée Montaigne. Marcelle Moreau, arrêtée et transférée à Paris en même temps qu'elle, apprit que les Allemands ont trouvé chez elle des documents compromettants. Au lycée Montaigne les deux femmes occupent des cellules séparées.
Le 15 février, Madeleine Michelis subit un premier interrogatoire le soir. Rentrée dans sa cellule, elle crie qu'elle « avait eu un bain glacé et qu'elle a du mal à se réchauffer ». Elle a subi le supplice de la baignoire.
Le mercredi 16 février, elle a été amenée, vers 13h00, à l'hôtel des États-Unis, boulevard du Montparnasse, pour un interrogatoire. Elle seule descend du fourgon. Aucun témoin ne l'a jamais revue vivante.
Les Allemands prétendent qu'elle s'est évadée puis remettent sa dépouille aux autorités françaises. 
Le 21 février 1944, sa famille est officiellement avertie de sa mort. Elle fut inhumée au cimetière nouveau de Neuilly-sur-Seine à Puteaux. 
L'acte de décès porte la date du 15 février 1944 mais deux témoins affirment l'avoir vue en vie le 16.
Son certificat de décès porte la mention : « morte par strangulation ». Cependant, un doute subsiste sur la date et la cause de son décès : en effet, elle pourrait avoir été étranglée par un policier qui tentait de la faire parler mais tout aussi bien aurait-elle pu s'être suicidée pour éviter de parler, comme le pensait son chef de secteur. 
Elle a rédigé un bref adieu à sa famille en éraflant avec un objet pointu les pages d'un manuel scolaire.
En 1966, à la mort de son père, ses cendres sont transférées dans la tombe familiale au cimetière de Fontaine-le-Port (Seine-et-Marne), où ses parents ont une maison de campagne.

## Hommages posthumes

### Distinctions
- Chevalier de la Légion d'honneur. Le 29 octobre 1945, elle fut nommée, par le général de Gaulle, chevalier de la Légion d'honneur, à titre posthume, avec la citation suivante:

« Jeune Française admirable, qui s'est entièrement dévouée à la cause de la Résistance, professeur agrégée au lycée d'Amiens, a tout sacrifié au service de la Libération. S'est particulièrement occupée du passage des prisonniers évadés et d'aide aux parachutistes et aviateurs alliés. Arrêtée le 12 février 1944, transférée à Paris, a refusé de parler malgré les pires traitements. A été étranglée le 15 février 1944, trouvant une mort glorieuse au milieu des tortures supportées avec un courage magnifique et sans trahir son secret. Modèle d'abnégation et de foi patriotique. »

- Médaille de la Résistance française décernée le 10 janvier 1947.
- Croix de guerre 1939-1945.
- Médaille de la Liberté attribuée par le président des États-Unis[Lequel ?] à titre exceptionnel.
- Médaille des Justes parmi les Nations, le 24 novembre 1997. Son nom est inscrit sur le mur du Mémorial Yad Vashem (Israël).

### Toponymes et hommages mémoriels

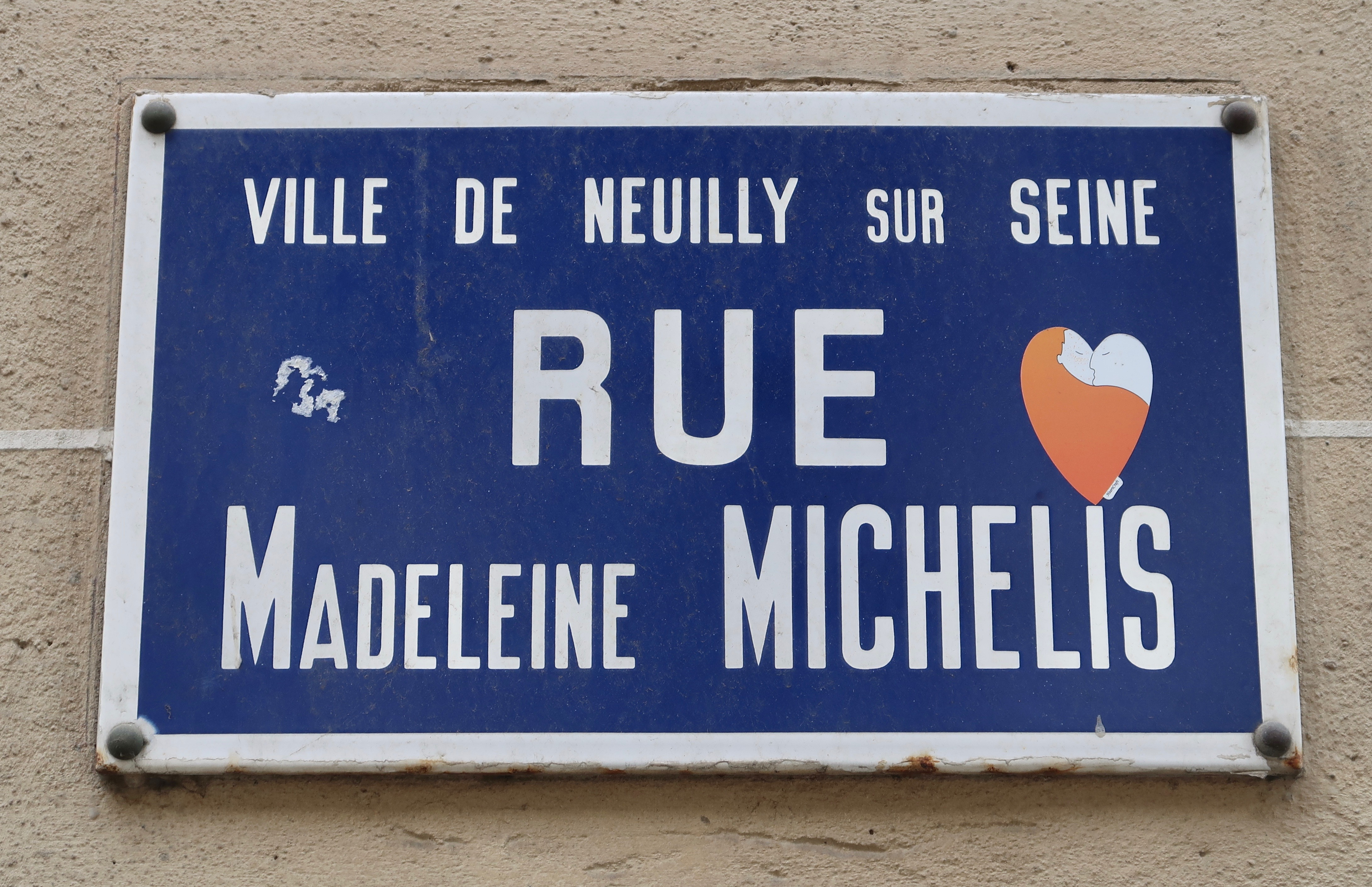
Plaque de la rue Madeleine-Michelis à Neuilly-sur-Seine.

- Neuilly-sur-Seine : l'ancienne « rue du Marché » (dès 1944) et une école primaire de  portent son nom.
- Paris : la salle des professeurs du lycée Condorcet, où elle fut élève d'hypokhâgne et khâgne entre 1932 et 1934, porte son nom.
- Amiens : 
  - le 12 juillet 1945, le conseil municipal d'Amiens et le conseil d'administration du lycée d’État de jeunes filles décidèrent conjointement d'apposer une plaque dans l'entrée de l'établissement, rendant hommage à Madeleine Michelis[2].
  - en 1975, le lycée d’État de jeunes filles d'Amiens où elle enseigna, prit le nom de lycée Madeleine-Michelis. Le logo actuel de ce lycée représente son portrait stylisé et sa signature. Ce lycée comporte également actuellement des panneaux retraçant sa vie et son combat.
- Au lycée Madeleine-Michelis d'Amiens, une exposition sur Madeleine Michelis avec des lettres écrites à sa famille a été réalisée en septembre 2013. Le 11 octobre 2013, une cérémonie officielle en présence de sa nièce, Marie-Claude Durand, et d'anciennes élèves a été organisée pour célébrer le centième anniversaire de sa naissance.
- Chaque année, depuis le centenaire de sa naissance qu'il a contribué à célébrer, Cyril Benjamin Castro présente aux élèves des écoles primaires de Neuilly une conférence retraçant la vie et les engagements de Madeleine Michelis, s'appuyant notamment sur les travaux de Marie-Claude Durand, sa nièce.

## Œuvre
- Madeleine Michelis, Correspondance d'avant guerre et de guerre, préface de Jean-Louis Crémieux-Brilhac, présentations de Julien Cahon, Marie-Claude Durand et Charles-Louis Foulon, Paris, éditions du Félin, janvier 2015  (ISBN 978 - 2 - 86645 - 823 - 2). Prix littéraire de la Résistance 2015, décerné  par le Comité d'action de la Résistance.